# Megyn Price
Megyn Price (Seattle, 24 marzo 1971) è un'attrice statunitense.
Conosciuta al pubblico italiano per il ruolo di Claudia Finnerty nella sitcom I Finnerty e nel ruolo di Audrey Bingham nella sitcom Le regole dell'amore.

## Filmografia parziale

### Cinema
- Love Happens, regia di Brandon Camp (1999)
- Mistery, Alaska (Mystery, Alaska), regia di Jay Roach (1999)
- 3 Day Test, regia di Corbin Bernsen (2012)
- Bumblebee, regia di Travis Knight (2018)

### Televisione
- In viaggio nel tempo (Quantum Leap) – serie TV, episodio 5x13 (1993)
- Bayside School - la nuova classe (Saved by the Bell: The New Class) – serie TV, episodio 2x20 (1994)
- Common Law (Common Law) – serie TV, 5 episodi (1996)
- Renegade (Renegade) – serie TV, episodio 4x13 (1996)
- Will & Grace (Will & Grace) – serie TV, episodio 2x11 (2000)
- I Finnerty (Grounded for Life) – serie TV, 91 episodi (2001-2005)
- Le regole dell'amore (Rules of Engagement) – serie TV, 100 episodi (2007-2013)
- Drop Dead Diva (Drop Dead Diva) – serie TV, episodio 4x1 (2012)
- The Ranch – serie TV, 45 episodi (2016-2020)

## Doppiatrici italiane
Nelle versioni in italiano delle opere in cui ha recitato, Megyn Price è stata doppiata da:
- Angela Brusa in Bumblebee
- Antonella Rinaldi in The Ranch[1]
- Antonella Baldini in Le regole dell'amore
- Francesca Fiorentini in I Finnerty
- Rossella Acerbo in Mistery, Alaska[2]